# Mythes fondateurs de la Suisse
Les mythes fondateurs de la Suisse relatent divers événements légendaires associés aux épisodes de l'Histoire de la Suisse ancienne.
La plupart des événements sont situés tout au début du XIVe siècle, comme le serment du Grütli, Guillaume Tell, la destruction des châteaux et Winkelried. Ils sont relatés, à partir de récits oraux, dès les XVe siècle et XVIe siècle dans des chroniques, par l'image et par la représentation scénique.
Les chroniques furent mises en doute vers 1760 par la publication du Pacte fédéral de 1291 et par la découverte des racines nordiques de Guillaume Tell.
Dès lors, dans la seconde moitié du XIXe siècle, l'accent a été mis sur le côté idéal de ces différents événements légendaires afin d'inspirer « l'amour de la patrie » et de fortifier les liens entre les cantons suisses formant l'État fédéral de 1848.
Ces récits légendaires sont encore souvent présentés comme des événements historiques dans les publications peu au fait de l'histoire.
Au XXe siècle, ces récits seront remis en cause, avec les œuvres d’écrivains suisses, tels Max Frisch et Friedrich Dürrenmatt, mais il faut attendre la publication de la Nouvelle Histoire de la Suisse et des Suisses en 1982 pour que les recherches historiques soient portées à la connaissance du grand public. L’historien Roger Sablonier écrit : « On ne peut pas se contenter de dire ce qui n'a pas existé. Maintenant que l'on a une autre manière d'aborder les sources écrites, que l'on accepte qu'elles ont avant tout un caractère symbolique, car rédigées après coup pour justifier des rapports de pouvoir... ».

## Récits

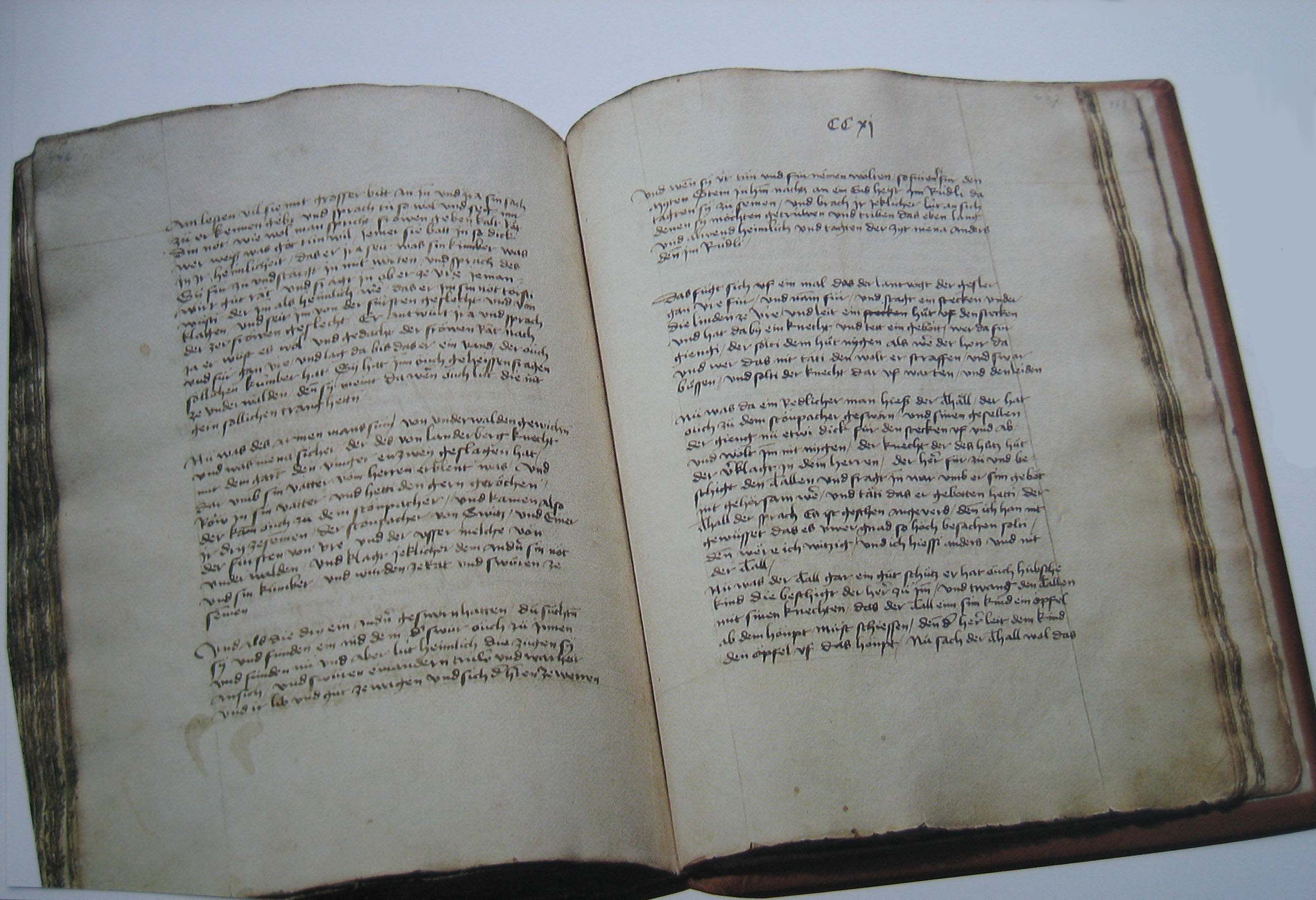
Le livre blanc de Sarnen

Différentes chroniques dès le XVe siècle mentionnent des récits relatifs à la fondation de la Confédération, rédigés à partir d'éléments oraux, dont certains seront ultérieurement admis comme étant légendaires. Ils mêlent traditions locales et histoires d'origines diverses.
Ces récits ont eu un rôle dans la formation de l'idéologie nationale, comme mythes fondateurs aux images fortes et omniprésentes. L'usage politique des mythes a évolué au cours de l'histoire.
À l'origine, ces récits répondaient à la nécessité de renforcer le sentiment d'appartenance à une communauté, à un moment où le système d'alliances des Confédérés se voyait menacé par les conflits internes et la contestation de la légitimité de la Confédération. Accusés d'avoir obtenu leur indépendance en renversant l'ordre établi de la chrétienté et en anéantissant la noblesse, les Confédérés répondaient que leurs ancêtres, « paysans pieux et honnêtes », s'étaient légitimement défendus contre le despotisme de la noblesse, en particulier contre la tyrannie des baillis habsbourgeois qui ne remplissaient plus leurs devoirs d'état, à savoir la protection des sujets et le maintien de la paix publique.
Les chroniques :
- Un premier texte de Konrad Justinger, la chronique bernoise commencée en 1420, contient des passages décrivant pouvoir absolu et arbitraire exercé par les baillis de Habsbourg sur les peuples Waldstätten[2].
- Vers 1470 environ, le Livre blanc de Sarnen[3] est la première trace écrite de l’histoire de Guillaume Tell, de la révolte des cantons primitifs, de la destruction des châteaux et du premier serment d'alliance sur le Grütli. Le manuscrit, de parchemin blanc, est conservé aux archives cantonales d'Obwald à Sarnen.
- La chronique de Petermann Etterlin[4] (imprimée en 1507 à Bâle par Michael Furter) contient la plus ancienne représentation (gravure sur bois) de Guillaume Tell avec la scène de la pomme. On y trouve également les deux variantes de l'histoire de Tell : la version Ballade de Tell ou Bundeslied, datant d'environ 1477, où Tell est noyé, et la version de Melchior Russ, datant d'environ 1482, qui raconte que Tell tue le bailli Gessler. Cette chronique, rééditée en 1752 et 1764, contribua surtout à répandre les mythes fondateurs.
- Le Chronicon Helveticum[5] est la chronique manuscrite d'Aegidius Tschudi écrite vers 1550. Imprimée en 1734-1736 par Johann Rudolf Iselin, cette chronique date précisément les événements du Grütli et la destruction des châteaux et mentionne le chemin creux où Guillaume Tell aurait tué Gessler.

## Les mythes fondateurs

### Les Romains sous le joug

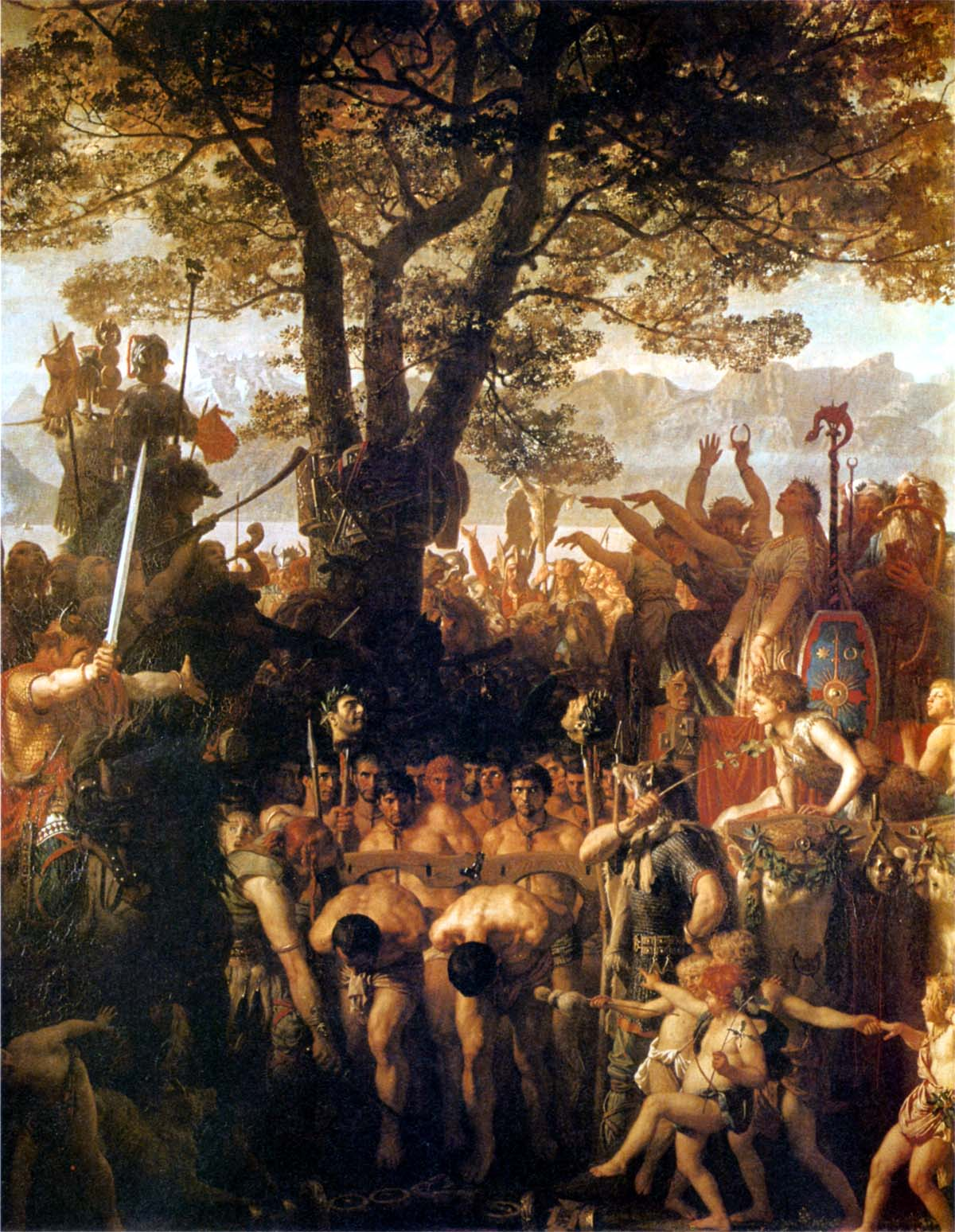
« Les Romains passant sous le joug » de Charles Gleyre, 1858.

Ce mythe commémore la victoire de Divico sur les Romains, lors de la bataille d'Agen (107 av. J.-C.). Après la victoire, les Helvètes de Divico auraient forcé les Romains, entravés, à passer sous un joug afin de symboliser leur défaite.
Si la victoire ne fait aucun doute, elle est encore bien vivace chez les Romains lors de la guerre des Gaules et Jules César prétend la venger lorsqu'il vainc les Helvètes, l'épisode du joug n'est pas prouvé.

Ce mythe a été popularisé au XIXe siècle et l'événement prétexte de la guerre des Gaules, la migration des Helvètes, n'a pas subi le même traitement : une victoire militaire est plus noble aux yeux d'un État naissant qu'une tentative d'émigration massive de son peuple et de ses chefs devant une menace d'invasion (des Germains).

### Serment du Grütli

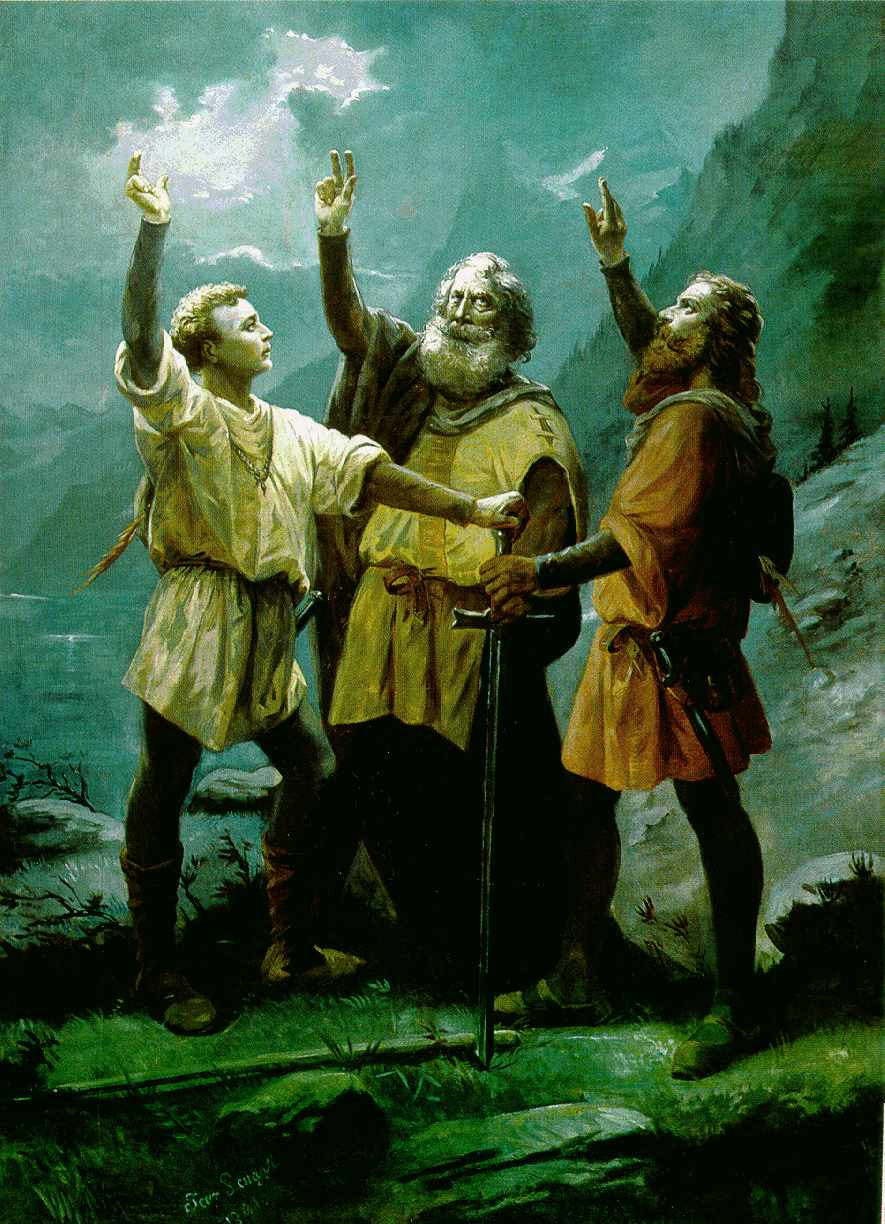
Le serment du Grütli par Jean Renggli.

Le serment du Grütli, censé se dérouler en 1307, est un mythe représentant l'unité dans la diversité contre la domination des Habsbourg.
Tel que le raconte la légende, il se déroula sur la prairie du Grütli dominant le lac des Quatre-Cantons, et rassembla les hommes libres des vallées d'Uri, de Schwytz et de Unterwald, (Nidwald selon les versions) notamment représentés par les trois Confédérés Arnold de Melchtal, Walter Fürst et Werner Stauffacher.
Cet accord, conclu par trois communautés situées dans ce qu'on appelle parfois la « Suisse primitive », a été considéré jusqu'au XIXe siècle comme l'acte fondateur de la Confédération des III cantons et reste de nos jours un élément important de l'imaginaire populaire.
Il ne doit pas être confondu avec le pacte fédéral d'alliance perpétuelle de 1291 entre les communautés d'Uri, de Schwyz et de Nidwald,.

### Guillaume Tell

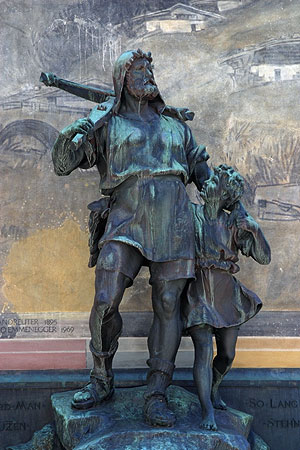
Statue de Guillaume Tell à Altdorf de Richard Kissling, 1895.

Guillaume Tell (en allemand : Wilhelm Tell) est un héros des mythes fondateurs de la Suisse qui, au XVIe siècle, personnifiait le courage, avait la fonction de rassemblement et participait à l'idéal d’indépendance de la Confédération vis-à-vis du Saint-Empire romain germanique dont elle faisait encore formellement partie. Au XIXe siècle Tell devient le symbole légendaire d’une identité nationale ancestrale.
Il aurait vécu dans le canton d'Uri au début du XIVe siècle et se serait rebellé contre le bailli autrichien qui le défia alors de tirer un carreau d'arbalète dans une pomme posée sur la tête de son fils.
Guillaume Tell réussit son exploit et coupa le fruit dès son premier carreau sans toucher l'enfant. Mais il dit au bailli Hermann Gessler que s'il avait tué son fils dans cette tentative, il aurait immédiatement tiré un second carreau sur lui. Ce commentaire insolent enragea Gessler qui fit arrêter Guillaume Tell sur le champ. Celui-ci jura de se venger. Le bailli emmèna le prisonnier vers Brunnen par bateau sur le lac des Quatre-Cantons. Au cours de la traversée, une tempête menaça l'équipage. Guillaume Tell, qui connaissait mieux la manœuvre, fut chargé d'assurer la conduite de la barque jusqu'au rivage. Arrivé à proximité, il bondit à terre au lieu-dit Tellsplatte, près de Sisikon (canton d'Uri à la place du canton de Schwytz), et renvoya la barque d'un coup de pied. Ce fait historique est commémoré dans la Chapelle de Tell, dont la première fut déjà érigée sur le site en 1388. Par la suite le bailli fut tué dans le chemin creux entre Immensee et Küssnacht.
Cet épisode héroïque trouverait son origine dans la rébellion des Suisses contre les ducs d'Autriche, ce qui conduisit à l'unification des cantons historiques et à l'indépendance de la Suisse.

### La destruction des châteaux
À partir de 1300, les Habsbourg, voulant faire administrer leurs biens situés sur le territoire des Waldstätten par des baillis étrangers, se heurtent à la résistance des habitants des vallées.
La légende veut que des petits châteaux en forme de tour, « les méchantes petites tours » selon le Livre blanc de Sarnen, construits vers 1300 par les Habsbourg aient été détruits peu de temps après, vers 1314, par les habitants qui rejettent les baillis étrangers.
Le Livre blanc de Sarnen raconte ainsi qu'un Stauffacher, devint assez puissant à la tête d'un parti anti-habsbourgeois pour se rebeller contre la petite noblesse des Waldstätten, favorable aux Habsbourg, et pour nommer ensuite les châteaux détruits de Zwing-Uri, Schwanau, Landenberg et Rotzberg.
Les fouilles méthodiques, qui ont uniquement eu lieu au château de Schwanau, n'ont pas permis de vérifier la date de construction et de destruction de ces châteaux. Néanmoins il semble que Zwing-Uri, par son mode de construction, soit plus ancien (probablement au tournant du XIIIe siècle) et ne semble donc pas avoir été construit par les Habsbourg.

### Winkelried

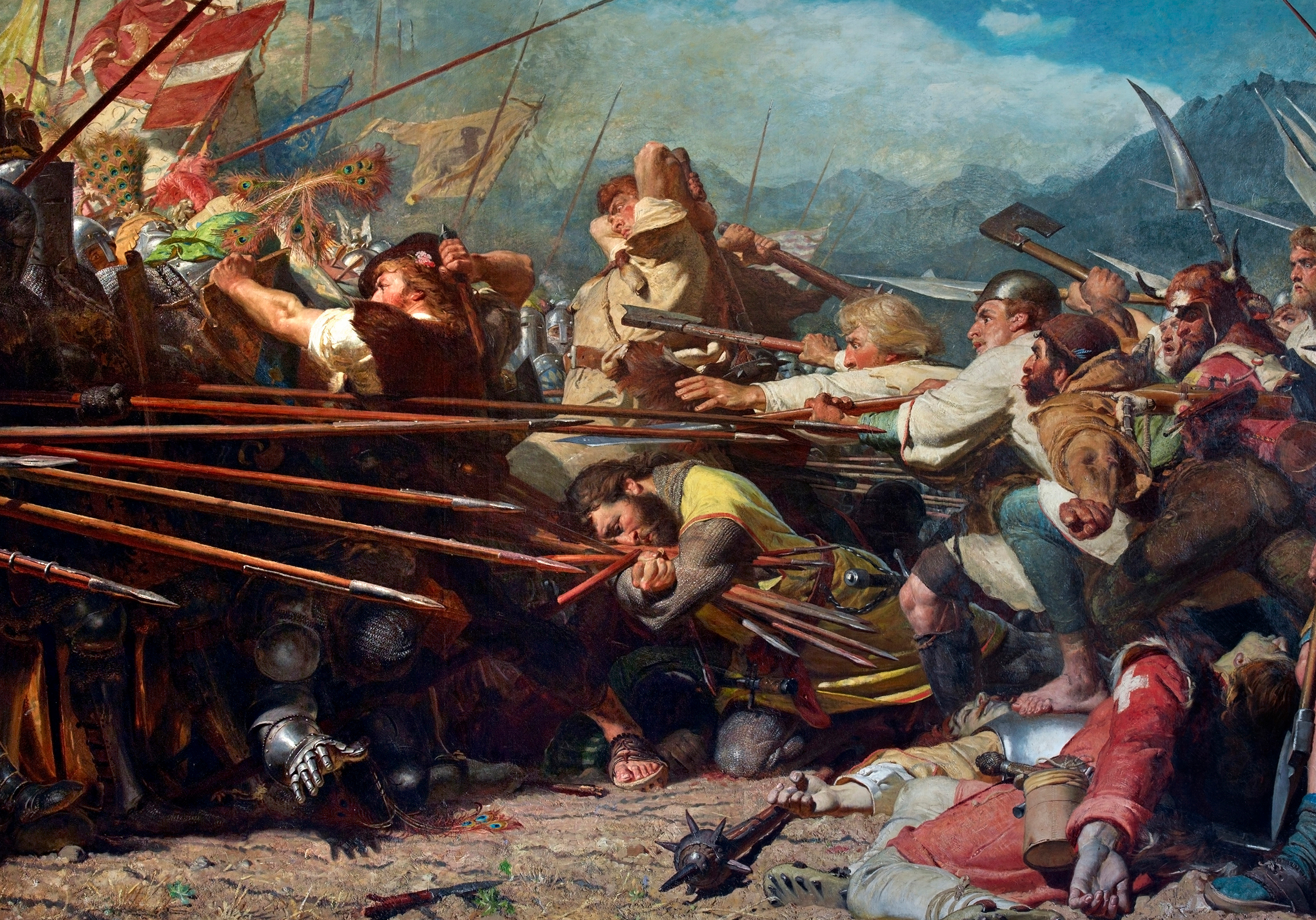
Winkelried à la bataille de Sempach.

Arnold von Winkelried (ou Arnold Winkelried) est un héros légendaire de l'histoire de la Suisse qui aurait permis aux Confédérés de remporter la victoire sur les troupes du duc Léopold III d'Autriche lors de la bataille de Sempach le 9 juillet 1386 en se sacrifiant, les Suisses n'arrivant pas à percer le front des lances autrichiennes.
D'après la légende, Winkelried, originaire du canton d'Unterwald, se serait alors précipité sur les lances pour ouvrir une brèche après avoir demandé à ses camarades de veiller sur sa femme et ses enfants. En tombant, son corps aurait emporté les armes des piquiers habsbourgeois. Les Suisses auraient alors percé les lignes ennemies.
La figure d'Arnold Winkelried se fait jour à la fin du XVe siècle, mais le monde scientifique la met sérieusement en doute à partir de 1860.

### La soupe au lait de Kappel
La Soupe au lait de Kappel est une légende suisse symbolisant l'esprit de neutralité helvétique. La légende est située le 8 juin 1529 près du village de Kappel am Albis, lors de la première guerre de Kappel, une des guerres de religion ayant opposé cantons catholiques et protestants. Avant le déclenchement des hostilités, ayant pris connaissance de négociations de paix, les soldats des deux camps auraient partagé sur la frontière qui les séparait une soupe faite de lait et de pain, préparée dans un grand chaudron.

## Diffusion et usage des mythes

### XVIesiècle-XVIIesiècle

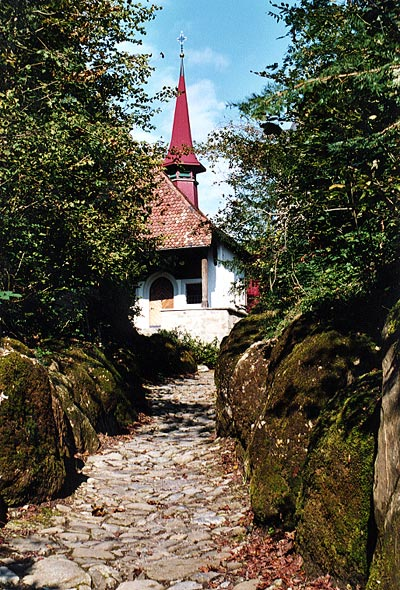
Le chemin creux avec la chapelle de Tell

À partir du XVIe siècle les récits fondateurs seront largement diffusés par le texte, l'image et les jeux scéniques. Les sites légendaires deviennent des lieux de curiosité, comme le chemin creux. En même temps Joachim Vadian fit remarquer que l'histoire de la pomme donnée pour cible à un tireur d'élite avait des pendants hors de Suisse, notamment danoises, sa principale source étant les Gesta Danorum de Saxo Grammaticus.
Après la Réforme et les guerres de Kappel de 1529 et 1531, catholiques et protestants se reprochaient mutuellement d'avoir provoqué la division en trahissant les idéaux confédérés. Chacun tendait à s'approprier les symboles, comme lors de la seconde guerre de Villmergen (1712), les adversaires se traitaient de Gessler, de tyrans et le Grütli fut choisi par les cantons de Suisse centrale pour renouveler leur alliance après leur défaite. Lors de la guerre des paysans de 1653, les sujets lucernois révoltés ressuscitèrent les « Trois Tell ».

### XVIIIesiècle

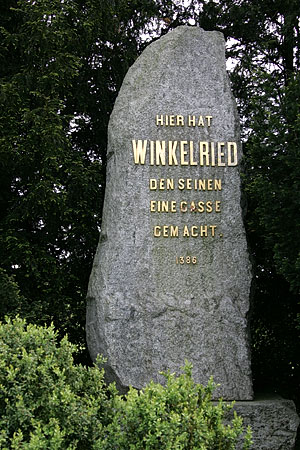
Monument Winkelried à Sempach

Les historiens sont partagés au XVIIIe siècle, les uns cherchaient à comprendre les origines de la Confédération et la légende de Tell, comme Johann Heinrich Gleser (qui publia en 1760 le Pacte de 1291, retrouvé en 1758 aux archives de Schwytz) d'autres, comme Uriel Freudenberger et Gottlieb Emanuel von Haller rappelèrent l'origine nordique du mythe de Guillaume Tell. Les autres s'efforçaient de prouver la véracité des récits fondateurs, comme Jean de Müller  qui rédige dès 1780 une Histoire de la Confédération suisse. Ce texte à visée patriotique toucha le grand public et devint la base du mythe national.
La Société helvétique (fondée en 1762) célèbre les vieux héros de la Confédération comme des figures historiques idéales inspirant le « pur amour de la patrie ». Le mythe historique se propage grâce aux commémorations de batailles (Sempach, Stans), aux recueils de chansons populaires et à la peinture monumentale.
Les mythes fondateurs suisses eurent aussi des échos à l'étranger. Les États-Unis alors en lutte pour leur indépendance, une pièce sur Guillaume Tell fut représentée à Philadelphie peu avant 1800 et en France, le Guillaume Tell d'Antoine Lemierre resta à l'affiche de 1767 jusqu'à l'époque révolutionnaire. Dès 1790, Tell est glorifié par les groupes révolutionnaires, une section parisienne portant même son nom.
Guillaume Tell prend la tête du mouvement révolutionnaire en Suisse. Il est en effet l’homme du peuple, le symbole de la liberté contre l’oppression aristocratique. Les troupes mobilisées à Bâle en 1792 pour défendre les frontières furent motivées par la figure de Winkelried qui fut également, en 1798, l'un des symboles forts du mouvement de résistance contre l'occupation française en Suisse centrale. Le gouvernement de la République helvétique tenta d'utiliser la force des mythes fondateurs pour légitimer le nouveau régime et développer dans le peuple un sentiment national.

### XIXesiècle
Au XIXe siècle, la popularité des mythes fondateurs s'affirme dans tous les domaines de la vie culturelle et les récits fondateurs ont eu un rôle d'identification et d'intégration nationale pour l'État fédéral fondé en 1848. La pièce de théâtre Guillaume Tell de Schiller, en 1804, a durablement influencé l'imagerie historique nationale. Avec allocutions, programmes, décors, diplômes et médailles, les références aux mythes fondateurs sont omniprésentes lors des fêtes de tir, de gymnastique et de chant. Des bateaux à vapeur du lac Léman et du lac des quatre cantons sont baptisés du nom de Tell et de Winkelried. Les monuments patriotiques ainsi que de nouvelles fresques pour les deux chapelles de Tell, celle du chemin creux (1874) et celle du lac d'Uri (1881-1882) imposent le symbole de la résistance héroïque, de l'amour pour la patrie et de l'amitié confédérale. Le Guillaume Tell de Ferdinand Hodler (1897) devint une icône de la liberté.
Les « Festspiel » sont des tableaux vivants représentant les événements clés de l'histoire nationale. Ils connurent leur apogée entre 1886 et 1914. Le premier Festspiel eut lieu à Sempach en 1886 à l'occasion du 500e anniversaire de la bataille puis, en 1891, à l'occasion du 600e anniversaire du pacte de 1291 à Schwytz. Les mythes fondateurs sont ensuite régulièrement été mis en scène à Altdorf, depuis 1899, et à Interlaken, depuis 1912.

### À partir duXXesiècle

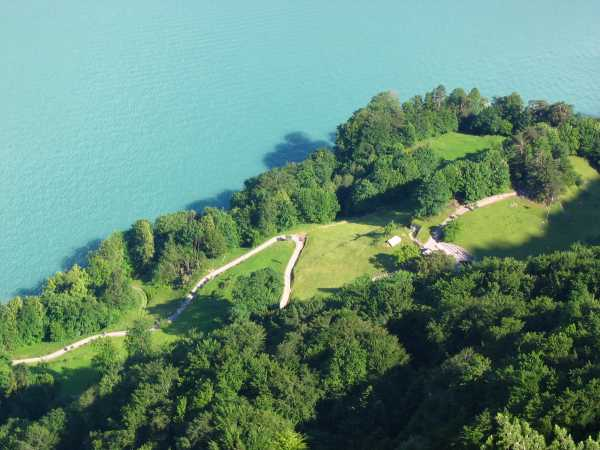
La prairie du Grütli

Au XXe siècle, le mouvement frontiste voyait dans Winkelried une figure charismatique et voulait faire reconnaître une Suisse primitive mythique, définie racialement. Dans l'Allemagne nazie, le Tell de Schiller fut d'abord très apprécié, mais en 1941 Hitler, après les différentes tentatives d’attentats contre lui et à cause du thème de la conjuration, interdit de jouer la pièce de Schiller. C'est au Grütli en 1940 que le général Henri Guisan réunit les cadres de l'armée pour un célèbre discours (le rapport du Grütli). Le cinéma participe également à la diffusion des mythes, en 1941, avec le landamman Stauffacher de Leopold Lindtberg.
Après la guerre, les spécialistes s'accordent à penser que les récits fondateurs sont importants par l'influence qu'ils ont exercée mais qu'ils ne reflètent pas directement des événements historiques. Malgré les critiques, les médias populaires, le cinéma, la bande dessinée et les manuels scolaires continuent d'évoquer les motifs légendaires. Les mythes restent un thème pour les artistes (exposition itinérante nationale Tell 73 en 1973). Les récits seront remis en cause par les œuvres d’écrivains suisses, tel que Max Frisch et Friedrich Dürrenmatt et ce n'est qu'à partir de la publication de la « Nouvelle Histoire de la Suisse et des Suisses » en 1982 pour que les recherches des historiens soient portés à la connaissance du grand public. L’historien Roger Sablonier écrit : « On ne peut pas se contenter de dire ce qui n'a pas existé. Maintenant que l'on a une autre manière d'aborder les sources écrites, que l'on accepte qu'elles ont avant tout un caractère symbolique, car rédigées après coup pour justifier des rapports de pouvoir... ».

### Représentation artistique des mythes
Une sélection d'œuvres :
- Un chant populaire, le Sempacherlied ou Halbsuterlied, apparaît en 1533 après la bataille de Sempach et relate avec le Winkelriedlied la conduite héroïque d'Arnold von Winkelried
- La peinture monumentale Die drei Eidgenossen beim Schwur auf den Rütli (Les trois Confédérés prêtant serment sur le Grütli), Johann Heinrich Füssli, 1780.
- La pièce de théâtre Guillaume Tell de Friedrich Schiller (1804). La pièce de Schiller inspira l'opéra Guillaume Tell de Gioachino Rossini (1829) et a été adaptée pour le cinéma par Karl Hartl en 1960 (Wilhelm Tell).
- Landammann Stauffacher, film de Leopold Lindtberg (1941).
- Le livre pour la jeunesse Guillaume Tell pour l'école de Max Frisch (1971)[18].
- Les 9 tomes de bande dessinée Les Aventures de Guillaume Tell (parus entre 1984 et 1994) : scénario de René Wuillemin, dessins de Carlo Trinco puis Gilbert Macé.
- La pièce de théâtre La Mort du Bailli Gessler d'Alexis Ragougneau (2006).

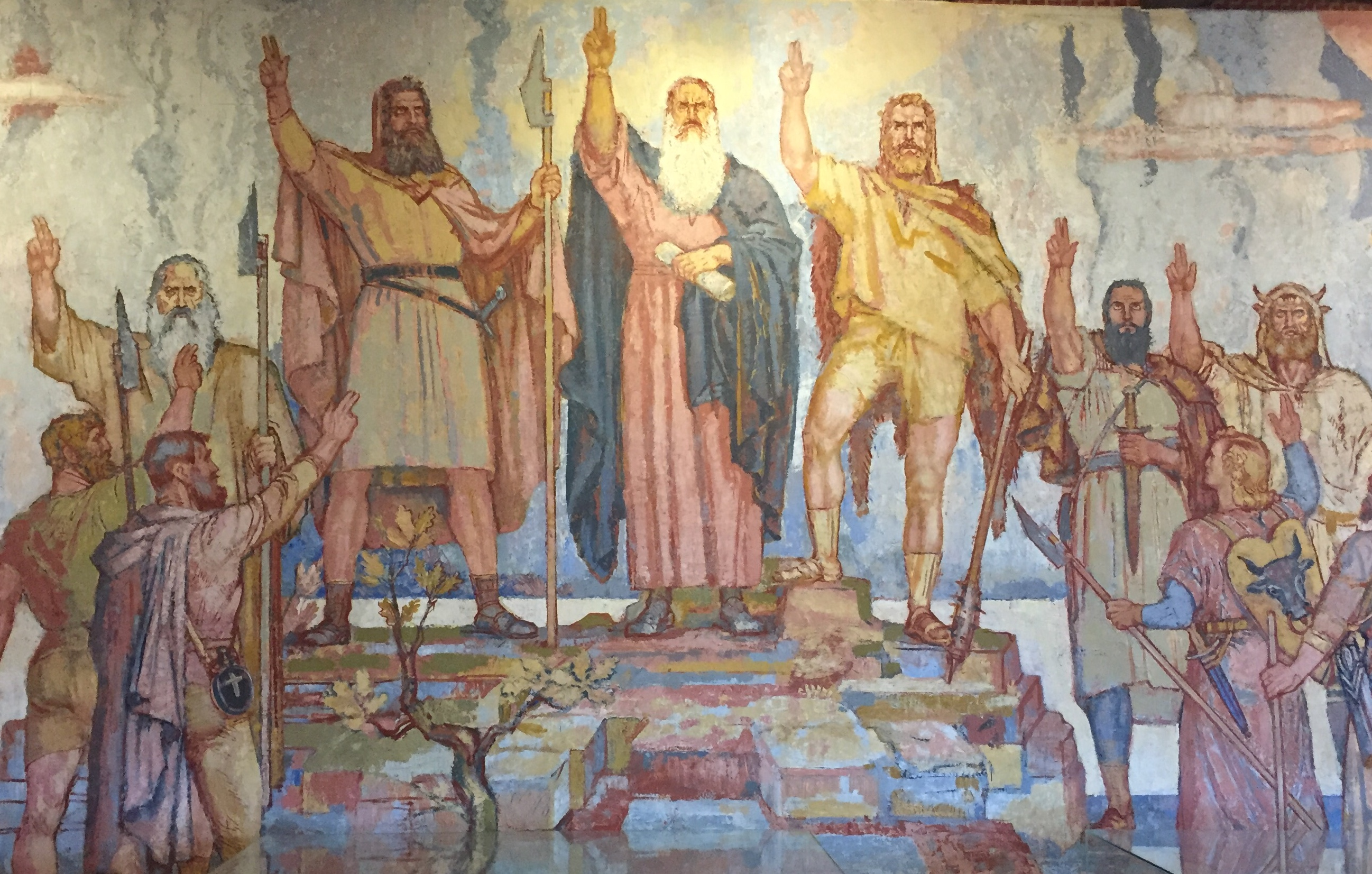
Château de Colombier (Neuchâtel), le Serment des trois Suisses de Charles L'Eplattenier (détail)

### Sites légendaires et monuments patriotiques

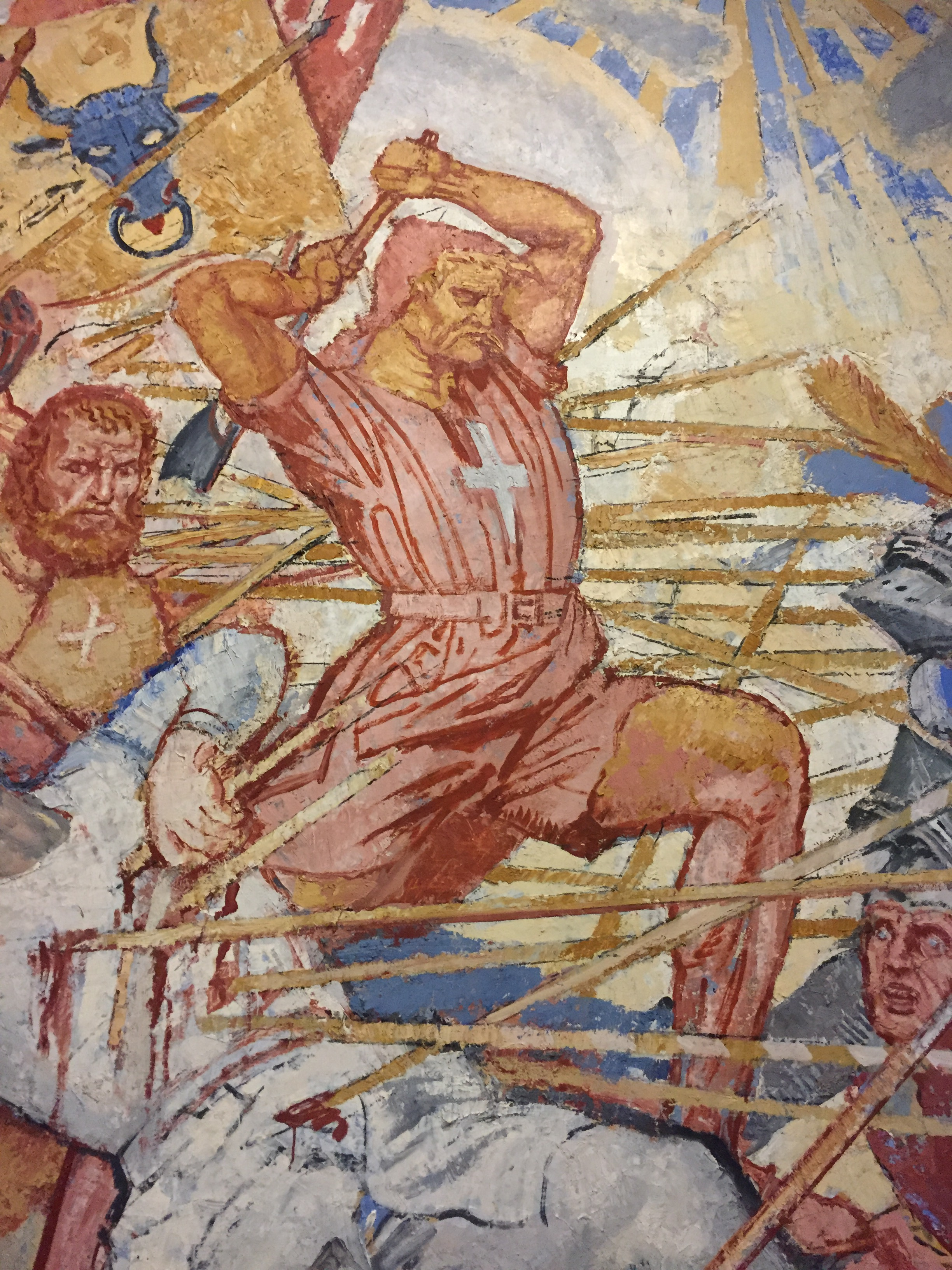
Château de Colombier, Winkelried à la bataille de Sempach par Charles L'Eplattenier (détail)

La chapelle de Tell au bord du lac des Quatre cantons près de Sisikon est érigée en 1388. Un petit sanctuaire au chemin creux où Guillaume Tell aurait tué le bailli Hermann Gessler est mentionné par Tschudi et la chapelle de Tell mentionnée par Heinrich Brennwald au début du XVIe siècle. À Bürglen l'église est ornée de fresques (1582) et une cloche  lui est dédiée en 1581. Plus tard, en 1860, le « Mythenstein » ou « pierre de Schiller », rocher isolé dans le lac des Quatre cantons, près de Brunnen est dédié à Tell et Schiller et en 1895, est érigé à Altdorf le monument Guillaume Tell, œuvre de Richard Kissling.
Winkelried est célébré par plusieurs monuments : à Sempach, un monument en granit a été érigé à l'endroit où Winkelried serait tombé et une statue est érigée à Stans en 1701. Un panneau du pont de Lucerne est dédié à Winkelried. Réalisé de 1934 à 1946, un ensemble de peintures murales monumentales est consacré aux "Origines de la Confédération", par Charles L'Eplattenier au château de Colombier,.